# 56号加利福尼亚州州道
56号加利福尼亚州州道（英語：California State Route 56, SR 56）是圣迭戈县一条东西方向的州级公路。该路起始于西侧的5号州际公路，连接其东侧的15号州际公路。全长9.210英里（14.822）。